# Стефан Марковић (фудбалер)
Стефан Марковић (Приштина, 22. јула 1993) српски је фудбалер, који тренуно наступа за Раднички из Пирота.

## Трофеји и награде
Моравац Мрштане
- Српска лига Исток: 2013/14.[4]

Раднички Пирот
- Српска лига Исток (2): 2015/16,[5] 2018/19.[6]